# ベルカタール
ベルカタール (ドイツ語: Berkatal) は、ドイツ連邦共和国ヘッセン州ヴェラ＝マイスナー郡に属す町村（以下、本項では便宜上「町」と記述する）である。

## 地理

### 位置
ベルカタールはマイスナー＝カウフンゲンの森自然公園内のホーアー・マイスナー山塊の麓に位置している。ベルカ川が町内で湧出する。

### 隣接する市町村
ベルカタールは、西と北はバート・ゾーデン＝アレンドルフ、東はエシュヴェーゲ、南はマイスナー、南西はヘッシシュ・リヒテナウおよびグロースアルメローデと境を接している。

### 自治体の構成
ベルカタールは、フランケンハイン、フランカースハウゼン（行政中心）、ヒッツェローデの各地区からなる。最寄りの都市は郡庁所在地であるエシュヴェーゲである。この町はゲッティンゲンの南約 40 km、カッセルの東約 45 km にあたる。

## 歴史

### フランカースハウゼン
フランカースハウゼンは、876年に初めて文献上の記録が遺る、この地域で最も古い集落である。フランカースハウゼンは初めビルシュタイン伯の統治下にあったが、1301年にヘッセン方伯に売却された。ヘッセン方伯は、時代に応じて様々な貴族家にフランカースハウゼンをレーエンとして与えている。この集落は元々古典主義様式で建設された教会周辺に発展した。16世紀の塩の通商開始に伴い、ベルカ川方面への入植が始まった。時代と共に、地下倉庫を備えた堂々とした居館をもつ大規模な邸宅が造営されていった。そこには商品であるラインラントのワインが貯蔵されていた。ベルカ通りやアム・ヴァッサー沿いに現存する18世紀後期の邸宅は、フランカースハウゼンの塩やワイン商人の富を今もなお示している。フランカースハウゼンには現在多くの手工業者、商業者、中規模の金属加工業者がある。この集落は1976年に建設1200年祭を祝った。

### フランケンハイン
フランケンハインは、1360年に初めて文献に記録された。マイスナー周辺地域の住民が16世紀から携わり、17世紀から18世紀に経済的飛躍を経験した塩とワインの交易によってこの村も支えられていた。地元の流通業者はマイスナー通り沿いに、ワインを貯蔵するための地下倉庫を備えた大規模な邸宅を建設した。19世紀になると鉱業とるつぼの生産がフランケンハイン住民の主な収入源となった。現在もフランケンハインにはるつぼの生産業者があり、世界規模で製品を販売している。

### ヒッツェローデ
ヒッツェローデ集落は1195年のローマ教皇ケレスティヌス3世の文書の中で初めて記録されている。この中で、この土地がゲルメローデ修道院の所有であることが確認されている。1300年頃、ヒッツェローデはヘッセン方伯領となった。1498年には半分だけがヘッセン方伯領とされ、残り半分はフェルカースハウゼンあるいは後にはアーペル・アッペ・ツー・アウエとエシュヴェーゲ家のレーエンとされた。この村の歴史や姿は、ベルカタールの他の集落と同様、塩とワインの交易で形作られている。集落の歴史の初期にはキルヒベルクとある分ガー通り沿いに家屋が集中していたが、塩の交易が始まると共にランゲ通りが建設された。この通りはドールスバッハからフランカースハウゼン方面へ伸び、マイスナーを経由してシュパンゲンベルクに通じた。この通り沿いに裕福な商人の邸宅が建設され、現在の町が形作られた。この集落では1995年に800年祭が祝われた。

### 合併
1971年、フランケンハインとフランカースハウゼンとが合併して自治体を形成した。その1年後にヒッツェローデもこれに加わった。それまではヒッツェローデがバート・ゾーデン＝アレンドルフに合併するかどうかが不明な状態であった。このためヒッツェローデの市外局番はバート・ゾーデン＝アレンドルフと同じ 05652 で、マイスナーと同じ番号 05657 の他の2地区とは異なっている。

## 行政

### 議会
ベルカタールの町議会は 15 議席からなる。

### 首長
- 1971年 - 1979年: ヴィリ・ヒルデブラント (SPD)
- 1979年 - : フリーデル・レンツェ (SPD)

### 紋章
図柄: 赤地に、銀の斜め波帯。上部に金の十字、下部には金の6本スポークの車輪が描かれている。
銀の波帯は、町名の由来となったベルカ川を表している。金の十字はフランケン十字で、フランカースハウゼンとフランケンハインの両集落を暗示している。金の車輪は、昔この地で盛んだった流通業を示している。

## 文化と見所

### 見所
- ビルシュタイン城: ビルシュタイン伯の城砦は1120年からルガー2世伯によって建設され、遅くとも1145年には完成した。かつてのビルシュタイン城は、わずかな城壁、特に環状壁の一部と、中庭の泉、城山の貯水池が遺るだけである。城趾周辺には3つのいわゆる出丸があった。ホーエ・シャンツェ、ビルシュタイン上方の砦、シュネプフェンブルク砦である。この城には以下の伝承がある。最後のビルシュタイン伯が包囲戦の際に家族と共に馬車で斜面を転落した。その後包囲軍が城と谷の間のひっそりとした隙間に水車を見つけた。それまでこの水車が水を供給していたのであった。
- ヒッツェローデのプロテスタント教区教会: ヒッツェローデの教会は、昔の集落の中心部に位置している。その建設は4つの時期に分けられ、ほぼ2世紀にわたっている。どっしりとした内陣の下部は16世紀の初めに建設された。その上の木組み建築部分は1687年に建てられた。ボンネット型屋根を持つ教会塔は1738年に内陣に接して建設された。1793年に増築された長堂は現在に至るまでその原形を留めている。バロック風の外観を持つオルガンは胸壁の凹みに収められた。このプロテスタント教会には1603年製の洗礼盤がある。
- フレスコ画を有するフランケンハインの教会: フランケンハインのプロテスタント教会は、集落中央の丘の上にある。現存する最も古い部分は初期ゴシック様式の内陣の中核部分で、1838年建造の Quersaal の前に配置されている。建物の外観は内陣ではなく、それに付け加えられた Quersaal によって特徴付けられている。それは、主に窓の縦軸でリズムを形成する簡素なバロック風の姿を示している。内陣から Quersaal へは勝利のアーチが開口しており、そこに1400年頃に描かれた壁絵が見られる。この教会は16世紀の洗礼盤や1843年製のオルガンを有している。
- ホレおばさんの池: ホレおばさんの池はマイスナーと接する窪地にある。伝承ではホレおばさんの家はマイスナーにあるとされている。「ホレおばさんの池」というこの名前は少なくとも300年以上前から、そう呼ばれている。
- クリップレッヒャーとヒーレッヒャー: ヒーレッヒャーとクリップレッヒャーはフランカースハウゼン近郊にある。全域は自然保護地域に指定されている。このカルスト地域には、大小、深浅、様々な陥没穴がある。その中でもヒーレッヒャーには学習路が整備されている。クリップレッヒャーは指導者なしでは立ち入ることが許されていない。1985年には家畜車が新しい穴に転落する事故が起きている。こうした陥没は石灰層や岩塩層でできている。
- ドルメン: ヒッツェローデの北に5つから7つのドルメンがある。これらは紀元前2000年頃に造られたもので、1880年に初めて公開され、1881年8月末に学術的な指導の下で2つ目の墓が公開された。この墓は直径約 16 m の大きなもので、発掘は3日間続けられた。これにより、地中に環状の壁が造られていることが解った。墓室内には1体分の男性人骨と炭素片があった。
- レーマーラーガー: ヒッツェローデの北、イーリングスベルクの北斜面にいわゆるレーマーラーガー（ローマ人の倉庫）がある。これは角が丸く取られた方形の土塁で囲まれた堀を持つ、中世初期のゲルマン人の遺跡である。土塁の大きさは、東西約 85 m、南北約 75 m である。壁の高さは現在平均 2 - 3 m である。小さく開放的な空間は、強固に防御されていた。
- レーマーシャンツェ: ヒッツェローデの東、「ヴァイトシャー・コプフ」の張り出し部分に、いわゆるレーマシャンツェ（ローマ砦）がある。土塁と堀がヴァイトシャー・コプフの張り出し部とヒッツェローデの高台とを分離している。土塁の城砦が見て取れるが、歴史上の裏付けはないものの、その起源は中世初期に遡ることができる。
- ホーエ・シャンツェ: ヒッツェローデの南、ヘレンタールの東にホーエ・シャンツェがある。これはビルシュタイン城の東約 300 m にあたる。ここにも土塁で築かれた砦があった。山の張り出し部は、首型堀と二重の土塁で分離されていた。二重の土塁は砦全体を囲んでいた。壁の跡は遺されていない。あるいはこの砦は木材だけで造られていた可能性もある。この城砦の建設は10世紀から11世紀である。この城砦がビルシュタイン城を取り囲んで造られたのか、それ以前からあったのかは明らかではない。ホーエ・シャンツェはホーエンシュタウフェンシャンツェとも呼ばれる。
- シュネプフェンブルク: ヒッツェローデの南東、ヘレンタールとクーバッハタールの間の丘にシュネプフェンブルクがある。これは中世の城砦施設跡である。この施設は、主城と、首型堀で主城から分離された前城で構成されている。壁の遺構、首型堀、地下倉庫の遺構を見ることができる。窪みは崩落した別の地下倉庫を埋めた跡である。この城の創建時期は明らかではなく、出土した陶片から12世紀から14世紀に使われていたとされている。
- ビルシュタイン城上方の砦: ビルシュタイン城の山の上にヘレンタールの3つ目の砦「ビルシュタイン城上方の砦」がある。地元では「名無しの砦」とも呼ばれる。土塁と堀の跡から城砦施設が識別できる。この城砦の起源や使用については明らかでないが、現実的には、ビルシュタイン城防衛のための前線の砦であったと考えられている。
- フランカースハウゼンの防衛教会: 古典主義様式に拡張されたフランカースハウゼンの防衛教会は、初期ゴシック様式の中核部を有しており、プロテスタントの教区教会として村の中心に建設されたものである。

## 経済と社会資本

### 教育
この町には幼稚園が1園ある。

### 交通
町の東、ヴェラ川の近くを連邦道B27号線（ゲッティンゲン - バート・ヘルスフェルト）と鉄道ベーブラ - ゲッティンゲン線が通っている。

## 引用
1. ↑  Hessisches Statistisches Landesamt: Bevölkerung in Hessen am 31.12.2023 (Landkreise, kreisfreie Städte und Gemeinden, Einwohnerzahlen auf Grundlage des Zensus 2011)]
2. ↑  2011年の町議会議員選挙結果